# 吉田良一
吉田 良一（よしだ りょういち、1965年3月2日 - ）は、日本の短距離走選手である。
1980年代の400メートルハードルの日本の第一人者である。福井県福井市出身。北陸高校、順天堂大学卒業。
1984年ロサンゼルスオリンピック、1987年ローマ世界陸上選手権では400メートルハードルで準決勝まで進出した。
1986年アジア大会では400メートルハードルでは49秒40の日本新記録で銀メダルを獲得した。
日本選手権で5回優勝している。これは為末大の7回に続く記録である。
20年近く足羽高校の監督を務めた後、北陸高校陸上部の監督を務めている。